# IFK Norrköping

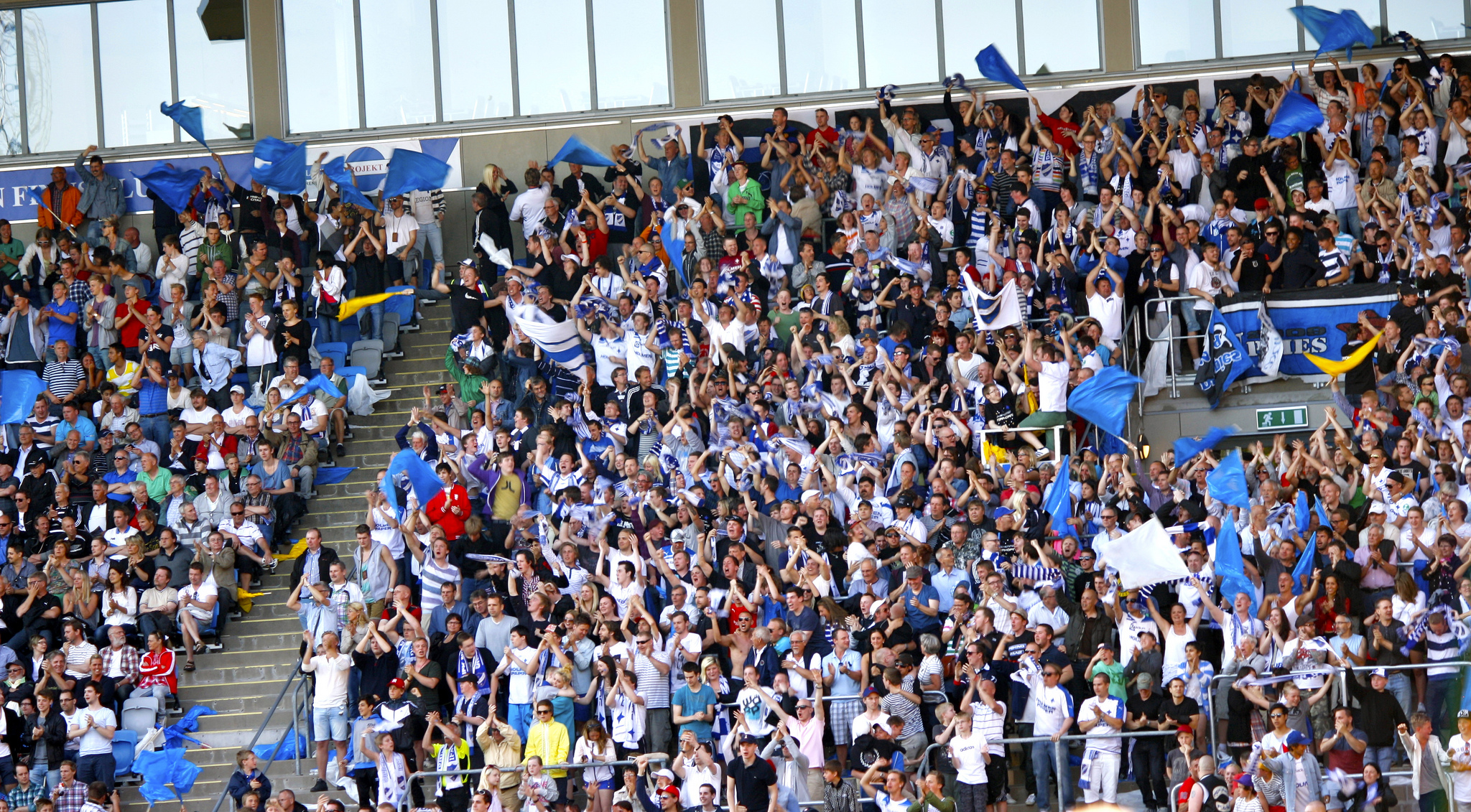
Peking Fanz

Der IFK Norrköping, offiziell Idrottsföreningen Kamraterna Norrköping (Deutsch: Sportverein Die Kameraden Norrköping), ist ein schwedischer Fußballverein aus der Stadt Norrköping. Mit dreizehn Meistertiteln und sechs Pokalsiegen gehört Norrköping zu den erfolgreichsten Vereinen Schwedens.

## Geschichte
In der Zeit zwischen 1943 und 1963 dominierte dieses Team den schwedischen Fußball, nicht zuletzt dank der legendären Nordahl-Brüder und Nils Liedholm. Ende der 1980er erlebte der Verein eine sportliche Renaissance. 1990 spielte Stürmerstar Tomas Brolin eine Saison in Norrköping, bevor er seinen Durchbruch in Italien feierte. Ab der Saison 2003 spielte der Club zunächst zweitklassig. 2008 gelang der Sprung zurück in die Allsvenskan, die man jedoch nach nur einer Saison wieder verlassen musste. Der IFK Norrköping schloss die Superettan-Saison 2009 als Tabellen-Elfter ab und stieg im nächsten Jahr als Zweiter wieder in die Allsvenskan auf. Die Saison 2011 beendete der IFK Norrköping in der ersten Liga als Tabellen-Dreizehnter. 2015 gewann der Klub seinen 13. Meistertitel. In der ewigen Tabelle der Allsvenskan (Stand: 2016) liegt der IFK auf dem vierten Platz.
Die Eishockeyabteilung des Vereins nahm in den 1940er und 1950er Jahren mehrmals an der damals noch im Pokalmodus ausgetragenen schwedischen Meisterschaft teil. Zudem trat sie mehrfach in der damals höchsten schwedischen Spielklasse, der Division 1, an.

## Erfolge
- Schwedischer Meister: 1943, 1945, 1946, 1947, 1948, 1952, 1956, 1957, 1960, 1962, 1963, 1989, 2015
- Schwedischer Pokalsieger: 1943, 1945, 1968/69, 1987/88, 1990/91, 1993/94

### Europapokalbilanz
- UEFA Champions League (Europapokal der Landesmeister): 5 Teilnahmen
- Europapokal der Pokalsieger: 5 Teilnahmen
- UEFA Europa League (UEFA-Pokal): 9 Teilnahmen

| Saison  | Wettbewerb                    | Runde                  | Gegner                | Gesamt          | Hin     | Rück          |
| ------- | ----------------------------- | ---------------------- | --------------------- | --------------- | ------- | ------------- |
| 1956/57 | Europapokal der Landesmeister | 1. Runde               | AC Florenz            | 1:2             | 1:1 (A) | 0:1 (H)       |
| 1957/58 | Europapokal der Landesmeister | 1. Runde               | Roter Stern Belgrad   | 3:4             | 2:2 (H) | 1:2 (A)       |
| 1962/63 | Europapokal der Landesmeister | Vorrunde               | FK Partizani Tirana   | 3:1             | 2:0 (H) | 1:1 (A)       |
| 1962/63 | Europapokal der Landesmeister | 1. Runde               | Benfica Lissabon      | 2:6             | 1:1 (H) | 1:5 (A)       |
| 1963/64 | Europapokal der Landesmeister | Vorrunde               | Standard Lüttich      | 2:1             | 0:1 (A) | 2:0 (H)       |
| 1963/64 | Europapokal der Landesmeister | 1. Runde               | AC Mailand            | 3:6             | 1:1 (H) | 2:5 (A)       |
| 1968/69 | Europapokal der Pokalsieger   | 1. Runde               | Crusaders FC          | 6:3             | 2:2 (A) | 4:1 (H)       |
| 1968/69 | Europapokal der Pokalsieger   | 2. Runde               | Lyn Oslo              | 3:4             | 0:2 (A) | 3:2 (H)       |
| 1969/70 | Europapokal der Pokalsieger   | 1. Runde               | Sliema Wanderers      | 5:2             | 5:1 (H) | 0:1 (A)       |
| 1969/70 | Europapokal der Pokalsieger   | 2. Runde               | FC Schalke 04         | 0:1             | 0:0 (H) | 0:1 (A)       |
| 1972/73 | UEFA-Pokal                    | 1. Runde               | UTA Arad              | 4:1             | 2:1 (A) | 2:0 (H)       |
| 1972/73 | UEFA-Pokal                    | 2. Runde               | Inter Mailand         | 2:4             | 2:2 (A) | 0:2 (H)       |
| 1978/79 | UEFA-Pokal                    | 1. Runde               | Hibernian Edinburgh   | 2:3             | 2:3 (A) | 0:0 (H)       |
| 1982/83 | UEFA-Pokal                    | 1. Runde               | FC Southampton        | (a)2:2(a)       | 2:2 (A) | 0:0 (H)       |
| 1982/83 | UEFA-Pokal                    | 2. Runde               | AS Rom                | 1:1 (2:4 i. E.) | 0:1 (A) | 1:0 (H)       |
| 1988/89 | Europapokal der Pokalsieger   | 1. Runde               | Sampdoria Genua       | 2:3             | 2:1 (H) | 0:2 (A)       |
| 1990/91 | UEFA-Pokal                    | 1. Runde               | 1. FC Köln            | 1:3             | 0:0 (H) | 1:3 (A)       |
| 1991/92 | Europapokal der Pokalsieger   | 1. Runde               | Jeunesse Esch         | 6:1             | 4:0 (H) | 2:1 (A)       |
| 1991/92 | Europapokal der Pokalsieger   | 2. Runde               | AS Monaco             | 1:3             | 1:2 (H) | 0:1 (A)       |
| 1992/93 | UEFA-Pokal                    | 1. Runde               | AC Turin              | 1:3             | 1:0 (H) | 0:3 (A)       |
| 1993/94 | UEFA-Pokal                    | 1. Runde               | KV Mechelen           | 1:2             | 0:1 (H) | 1:1 n. V. (A) |
| 1994/95 | Europapokal der Pokalsieger   | QR                     | FK Viktoria Žižkov    | 3:4             | 0:1 (A) | 3:3 (H)       |
| 2000/01 | UEFA-Pokal                    | QR                     | GÍ Gøta               | 4:1             | 2:0 (A) | 2:1 (H)       |
| 2000/01 | UEFA-Pokal                    | 1. Runde               | Slovan Liberec        | 3:4             | 2:2 (H) | 1:2 (A)       |
| 2016/17 | UEFA Champions League         | 2. Qualifikationsrunde | Rosenborg Trondheim   | 4:5             | 1:3 (A) | 3:2 (H)       |
| 2017/18 | UEFA Europa League            | 1. Qualifikationsrunde | FC Prishtina          | 6:0             | 5:0 (H) | 1:0 (A)       |
| 2017/18 | UEFA Europa League            | 2. Qualifikationsrunde | FK Riteriai           | 3:3 (3:5 i. E.) | 2:1 (H) | 1:2 (A)       |
| 2019/20 | UEFA Europa League            | 1. Qualifikationsrunde | St Patrick’s Athletic | 4:1             | 2:0 (A) | 2:1 (H)       |
| 2019/20 | UEFA Europa League            | 2. Qualifikationsrunde | FK Liepāja            | 3:0             | 2:0 (H) | 1:0 (A)       |
| 2019/20 | UEFA Europa League            | 3. Qualifikationsrunde | Hapoel Be’er Scheva   | 2:4             | 1:1 (H) | 1:3 (A)       |

Legende: (H) – Heimspiel, (A) – Auswärtsspiel, (N) – neutraler Platz, (a) – Auswärtstorregel, (i. E.) – im Elfmeterschießen, (n. V.) – nach Verlängerung
| Wettbewerb                  | Sp | S  | U  | N  | T+ | T- |
| --------------------------- | -- | -- | -- | -- | -- | -- |
| UEFA Champions League       | 14 | 03 | 05 | 06 | 18 | 25 |
| Europapokal der Pokalsieger | 16 | 06 | 03 | 07 | 26 | 21 |
| UEFA-Pokal / Europa League  | 30 | 13 | 08 | 09 | 39 | 32 |
| Gesamt                      | 60 | 22 | 16 | 22 | 83 | 78 |

Stand: 17. März 2020

## Statistik
- Die meisten Einsätze: Åke „Bajdoff“ Johansson, 321 Spiele (1949–1965)
- Die meisten Tore in der 1. Liga: Henry „Putte“ Källgren, 126 Tore (1951–1960)
- Zuschauerrekord: 32 234 gegen Malmö FF 7. Juni 1956

## Trainer
- Sandy Tait (1905)
- Fred Spiksley (1910)
- Herbert Butterworth (1920)
- Imre Schlosser (1923–1924)
- Rudolf Haglund (1925–1935, 1941)
- Sölve Flisberg (1935)
- Vigor Lindberg (1936–1937)
- Torsten Johansson (1937–1938)
- Bengt Flisberg (1938–1941)
- Lajos Czeizler (1942–1948)
- Eric Keen (1949–1950)
- Karl Adamek (1950–1953, 1955–1957)
- Torsten Lindberg (1953–1954)
- Vilmos Várszegi (1957–1962)
- Vilem Luger (1963–1964)
- Gunnar Nordahl (1965–1970, 1979–1980)
- Gösta Löfgren (1971–1972)
- Örjan Martinsson (1973–1974)
- Bengt „Julle“ Gustafsson (1975–1978)
- Bo Axberg (1981–1982)
- Lars-Göran Qwist (1983–1985)
- Sören Cratz (1985, 1993–1994, 2008)
- Kent Karlsson (1986–1989, 1995)
- Jörgen Augustsson (1990)
- Sanny Åslund (1991–1992)
- Tomas Nordahl (1995)
- Colin Toal (1996–1997)
- Olle Nordin (1997–2000)
- Tor-Arne Fredheim (2001)
- Bengt-Arne Strömberg (2002)
- Håkan Ericson (2002–2003)
- Stefan Hellberg (2004–2005)
- Mats Jingblad (2005–2008)
- Göran Bergort (2009–2010)
- Janne Andersson (2011–2016)
- Jens Gustafsson (2016–2020)
- Rikard Norling (2021–2022)
- Glen Riddersholm (2022–2023)
- Andreas Alm (2024)
- Martin Falk (2025–)

## Schwedens Fußballer des Jahres
Gewinner des Guldbollen:
- 1947: Gunnar Nordahl
- 1949: Knut Nordahl
- 1953: Bengt „Julle“ Gustavsson
- 1957: Åke „Bajdoff“ Johansson
- 1960: Torbjörn Jonsson
- 1961: Bengt „Zamora“ Nyholm
- 1963: Harry Bild
- 1966: Ove Kindvall
- 1968: Björn Nordqvist
- 1990: Tomas Brolin
- 1992: Jan Eriksson

## Spieler
- Georg „Åby“ Ericson (1940–1948)
- Knut Nordahl (1940–1950, 1952–1954)
- Gunnar Nordahl (1944–1949)
- Bengt „Julle“ Gustafsson (1947–1956)
- Ove Kindvall (19??–1962 Jugend, 1962–1966, 1971–1975 Spieler)
- Bengt „Zamora“ Nyholm (1948–1965)
- Gösta Nordahl (1950–1954)
- Björn Nordqvist (1961–1972)